# Race to Space
Race to Space — московская электронная группа, образованная в 2011 году. Стиль музыки группы представлен смесью электроники, трип-хопа, IDM, техно и глитча. Группа является одной из ведущих представительниц московской инди-сцены.

## История
В первоначальный состав группы входили актриса и певица Мириа́м Сехо́н (вокал), кинокомпозиторы Вадим Маевский (гитара, синтезаторы) и Александр Туркунов (синтезаторы, драм-программинг), актёр Пётр Фёдоров (синтезаторы), Александр Малышев (гитары), Дмитрий Пахомов (бас)
В 2013 году на лэйбле Ketama Records вышел первый сингл группы ‘Baikal’ с ремиксами Benji Vaughan (Younger Brother, Prometeus), Tripswitch, Electrosoul System. В этом же году Race to Space выступили на разогреве группы The xx в Crocus City Hall.
В феврале 2014 года Race to Space представили свой дебютный альбом ‘Is This Home?’ записанный на известной берлинской студии TRIXX Studios. Обложку альбома сделал художник и писатель Павел Пепперштейн. Осенью 2014 был выпущен сборник ремиксов на ‘Is This Home?’ в котором приняли участие многие российские электронные исполнители (СБПЧ, Poko Cox, Haarps, El Ched и многие другие)
В это же время Race to Space претерпела первую смену состава: Дмитрий Пахомов покинул группу, но вскоре появился новый участник — гитарист Павел Додонов (ранее игравший с Дельфином). В новом составе Race to Space записали EP ‘Freefall’. Одну из песен на котором исполнил актер и музыкант Казимир Лиске. Закрывающим треком EP стала кавер-версия песни группы Аквариум «Плоскость». Сведение этого альбома также было сделано на TRIXX Studios. Оформление EP ‘Freefall’ снова сделал Павел Пепперштейн. Релиз состоялся в ноябре 2015 года. В этом же году песня ‘I See Stars’ вошла в саундтрек художественного фильма «Родина» (реж. Пётр Буслов)
В течение следующего периода (2014—2018 г.) Race to Space выступили на многих российских музыкальных фестивалях (Пикник «Афиши», Усадьба Jazz, Максидром, Кинотавр, Boscofreshfest. а также на московских концертах Tricky, UNKLE, Lamb, Tycho.
В июне 2016 Race to Space c небольшой съемочной группой отправились на полуостров Рыбачий, где сняли клип, ‘Freefall [Reincarnation]’,режиссером которого выступил Пётр Фёдоров, а в главной роли снялся Александр Паль. Этот релиз стал последней работой группы в данном составе.
Весной 2017 Пётр Фёдоров и Александр Туркунов покинули состав Race to Space, а им на смену пришёл барабанщик Сергей Говорун (7раса, Мои ракеты вверх, EIMIC, НААДЯ). В июне 2017 года Race to Space сделали кавер-версию песни гр. Кино «Танец» в рамках трибьют-альбома «Мы вышли из Кино», приуроченного к 55-летию Виктора Цоя.
12 апреля 2018 года вышел сборник ремиксов на EP ‘Freefall’, в который вошёл трек ‘Freefall [Reincarnation]’, а также ремиксы от EIMIC, Celebrine и другие. В этот же день состоялось выступление Race to Space в программе Вечерний Ургант.
14 апреля 2019 года группа приняла участие в уличном-спектакле «Похвала Праздности» в рамках фестиваля «Золотая маска».
Осенью 2019 года в кино-прокат вышел х/ф «Люби их всех» (реж. Мария Агранович). Саундтреком фильма стали песни и ремиксы Race to Space.
Песни Race to Space также звучат в российских сериалах: «В клетке», «Медиатор»,  «Клиника счастья», «Водоворот», «Содержанки».
23 сентября 2019 года вышел русскоязычный сингл «Будем как Солнце» на стихи поэта-символиста Константина Бальмонта, с обложкой Павла Пепперштейна и ремиксами российских электронщиков BOGUE, Nocow, Kito Jempere. «Будем как Солнце» — заглавный сингл с третьего студийного альбома Race to Space — «III», выпущенного 15 октября 2019 года; саунд-продюсером альбома стал Максим Фёдоров (EIMIC), а обложку снова сделал Павел Пепперштейн.
Весной 2021 года группа выпустила клип на песню "After", (реж. Антон Бильжо). Видео было отмечено на международных фестивалях:
International Music Video Awards (London) - Best Art Music Video
Independent Shorts Awards (Los Angeles) - Best Screendance Short (Platinum Award)
Music Video Underground (Paris) - Best Dance Video (Finalist)
5 ноября 2021 года в Музее Москвы состоялась премьера спектакля "Солярис" (реж. Дмитрий Мелкин) по одноименному роману Станислава Лема, с саундтреком и живым исполнением Race to Space.

## Состав

### Нынешний состав
- Вадим Маевский - электроника, синтезаторы, гитары (2012-настоящее время)
- Александр Малышев - гитара (2012-настоящее время)
- Мириа́м Сехо́н - вокал (2013-настоящее время)
- Павел Додонов - гитара (2015-настоящее время)
- Сергей Говорун - барабаны (2017-настоящее время)

### Бывшие участники
- Дмитрий Пахомов - бас (2012-2014)
- Пётр Фёдоров - электроника, синтезаторы (2012-2017)
- Александр Туркунов - электроника, синтезаторы (2012-2017)

## Дискография

### Студийные альбомы
- 2014 — Is This Home?
- 2015 — Freefall (EP)
- 2019 — III

### Синглы
- 2013 — Baikal
- 2019 — Будем как Солнце
- 2019 — Если ты мой настоящий друг

### Сборники ремиксов
- 2014 — Is This Home? Remixed LP
- 2018 — Freefall Remixes

### Клипы
- 2011 — Is This Home?
- 2013 — Endless Dream
- 2013 — Baikal
- 2014 — Robogirl
- 2017 — Freefall [Reincarnation]
- 2018 — Lost (EIMIC remix)